# لب‌های داغ
لب‌های داغ (ایتالیایی: Calde labbra) که با نام برانگیختگی (انگلیسی: Excitation) هم شناخته می‌شود، یک فیلم اروتیک درام به کارگردانی دموفیلو فیدانی است که در سال ۱۹۷۶ منتشر شد و یک نسخهٔ سافت‌کور و یک نسخهٔ هاردکور دارد. از بازیگران فیلم می‌توان به کلودین بکاری، لئونورا فانی، سوفیا دیونیزیو و رزماری لینت اشاره کرد.